# Sognefjellroute
De Sognefjellroute (Noors: Sognefjellsvegen) is een landelijke langeafstandsfietsroute in Noorwegen. De route verbindt de stad Røros met Bergen aan de kust. Het traject is bewegwijzerd in twee richtingen met het cijfer 6 en is onderdeel van de nationale fietsroutes van Noorwegen. De route is vernoemd naar de Sognefjellsweg die in de route is opgenomen.

## Traject
De route begint in Røros, een bezienswaardige plaats. Hier kan worden aangesloten op de nationale route 9. De Wildernisroute. 
De route voert langs het Nationaal park Rondane. Tussen Hundorp en Vågåmo loopt de landelijke route 7. De Pelgrimsroute parallel mee (onderdeel van de EuroVelo EV3 Pelgrimsroute) en in Vinstra kruist de landelijke route 5. De Numedalroute.
Van Lom tot Eide loopt de route over de Fylkesvei 55 (ook wel Sognefjellsweg), de hoogste bergweg van Noord-Europa. Langs deze weg ligt de Sognefjellshytta. 
Langs de Lustrafjord en Sognefjord voert de route naar eindpunt Bergen tussen de fjorden. In Bergen kan worden aangesloten op de EuroVelo EV1 Atlantische Kustroute, de EuroVelo EV12 Noordzeeroute, de landelijke route 1. De Kustroute, de landelijke route 3. Fjorden en bergen en de landelijke route 4. Rallarvegen. 

## Aansluitingen met Europese routes
- Tussen Hundorp en Vågåmo loopt de EuroVelo EV3 Pelgrimsroute parallel met de route mee.
- In Bergen kan worden aangesloten op de EuroVelo EV1 Atlantische Kustroute.
- In Bergen kan worden aangesloten op de EuroVelo EV12 Noordzeeroute.

## Aansluitingen met andere routes
- In Røros kan worden aangesloten op de landelijke route 9. De Wildernisroute.
- Tussen Hundorp en Vågåmo loopt de landelijke route 7. De Pelgrimsroute parallel met de route mee.
- In Vinstra kruist de route de landelijke route 5. De Numedalroute.
- In Bergen kan worden aangesloten op de landelijke route 1. De Kustroute.
- In Bergen kan worden aangesloten op de landelijke route 3. Fjorden en bergen.
- In Bergen kan worden aangesloten op de landelijke route 4. Rallarvegen.